# Liz McClarnon
Liz McClarnon, teljes nevén Elizabeth „Liz” Margaret McClarnon (Liverpool, 1981. április 10.) brit énekesnő, az Atomic Kitten együttes egyik alapító, oszlopos tagja. Az együttes 6 évig volt együtt, tagjai ezután szólókarrierbe kezdtek.

## Szólókarrier
Liz, miután az Atomic Kitten pihenni ment, szerződést írt alá az EMI Records-hoz.
2006. február 13-án Liz megjelentette első szólókislemezét, a Woman in Love-ot.
Ez a dal Barbra Streisand 1980-as, azonos című dalának feldolgozása.
A dal producere Robin Gibb, a Bee Gees együttes frontembere volt.
Robin Gibb írta a Barbra Streisand által előadott változatot is.
A dalhoz tartozó videóklipet Manhattan-ben, valamint Liz szülővárosában, Liverpoolban forgatták.
A kislemez egy dupla A-oldalas maxi formájában jelenik meg 2006 októberében.
A maxin hallható másik dal a Jack Wilson által jegyzett „I Get The Sweetest Feeling”.
A „Woman in Love” című dal az Angol Kislemez Listán az 5. helyen nyit. Magasabban, mint az utolsó 3 Atomic Kitten kislemez. A Világ 100-as Kislemez Listáján pedig a 33. helyen nyitott. 1 évvel a megjelenés után a Spanyol slágerlisták 16. helyen landol.

### Egyéb munkák
2005-ben Liz szerepelt egy valóságshowban, melynek címe Celebrity Love Island volt.

2007. március 17-én Liz lehetőséget kapott, hogy felléphet az Angol Eurovízión, a „Making Your Mind Up” című sorozat 4. évadjában. Liz egy saját maga által írt dalt, a „Happy”-t adta elő.
 A sorozatban Liz-en kívül olyan előadók lépnek fel, mint Brian Harvey (ex-East 17), Big Brovaz, a Hawkins & Brown, Cyndi Almouzni és a Scooch.

## Diszkográfia

### Nagylemezek
- Woman In Love – 2007.

### Kislemezek
- Woman In Love/Get The Sweetest Feeling – 2006. február 13.
- (Don't It Make You) Happy – 2007. március 26.